# Dangerously in Love
Dangerously in Love —en español: Peligrosamente enamorada— es el álbum de estudio debut de la cantante estadounidense Beyoncé, lanzado el 22 de junio de 2003, por el sello discográfico Columbia Records. Las sesiones de grabación para el álbum tuvieron lugar entre 2002 y marzo de 2003 en varios estudios, durante el receso de su entonces grupo Destiny's Child. Las pistas del álbum son una mezcla de uptempos y baladas, que son básicamente inspiradas en los géneros R&B y soul, sino que también cuenta con elementos de hip hop y música árabe. Aunque Beyoncé se mantuvo discreta acerca de su interpretación de las canciones, sus significados subyacentes fueron atribuidos por los críticos como una alusión a su relación íntima con su entonces novio y conocido magnate musical Jay-Z.
Dangerously in Love propulsó a la artista en convertirse en una estrella en solista viable, así como uno de los cantantes más comerciales en la industria discográfica. Se convirtió en un éxito comercial en todo el mundo, obteniendo certificaciones de multi-platino en Australia, el Reino Unido y los Estados Unidos. El álbum debutó en el número uno en la lista Billboard 200, vendiendo 317 000 copias en su primera semana. Dangerously in Love recibió críticas mixtas, mayormente positivas por críticos musicales, con este trabajo Beyoncé, ganó cinco Premios Grammy. Según Nielsen SoundScan, hasta octubre de 2012, Dangerously in Love vendió 4 900 000 copias en Estados Unidos, donde se convirtió en el álbum solista más vendido de Beyoncé. Hasta la fecha ha logrado vender más de once millones de copias en todo el mundo, y sus sencillos 6,5 millones

## Antecedentes

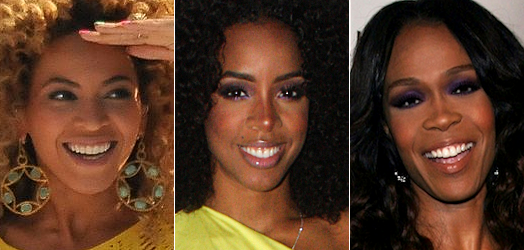
La cantante, realizó su primer álbum, en el receso de la banda Destiny's Child, en la que en ese entonces hacía parte.

Beyoncé lanzó su carrera como cantante con el grupo Destiny's Child a finales de 1990. Según Corey Musgo de MTV News, «los fans están ansiosos por ver» cómo Beyoncé, después de años con el grupo, actúa como solista. Durante la grabación de su tercer disco, Survivor, a finales de 2000, la artista anunció que el grupo hizo una pausa para que los miembros tuvieran la oportunidad de producir trabajos discográficos como solistas en los próximos años, que esperaban que aumentaría el interés por el grupo. La idea de hacer lanzamientos individuales emanaba del gerente del grupo y padre de Beyoncé, Mathew.
Con diferentes tipos de música para cada miembro, los álbumes no tenían la intención de competir en las listas de éxitos. La gestión del grupo estratégicamente planeado para escalonar el lanzamiento del álbum de cada miembro del grupo para maximizar las ventas. Michelle Williams fue la primera en lanzar un álbum debut como solista, Heart to yours, en abril de 2002. Mientras tanto, Beyoncé debutó en la gran pantalla, protagonizando la comedia Austin Powers in Goldmember, y grabó su primer sencillo, «Work It Out», perteneciente a la banda sonora de la película.
Rowland colaboró con el rapero estadounidense Nelly en la canción «Dilemma» como invitada vocal, dicho tema fue un éxito en ese año, debido a esto la firma discográfica adelanto el lanzamiento de su álbum debut, Simply Deep, a finales de 2002. Beyoncé también actuó en The Fighting Temptations y grabó otro sencillo como solista. En 2002, colaboró con su entonces novio Jay-Z en el tema «'03 Bonnie & Clyde». Este tema le dio credibilidad a la artista y allanó el camino para la liberación de Dangerously in Love.

## Grabación
Antes de que Beyoncé comenzara a grabar Dangerously in Love, seleccionó a los productores con los que colaboraría. Durante dos días, se celebraron reuniones con los posibles productores de la costa oeste y a través de la costa este, y tuvo entrevistas con ellos. La artista fue a Miami, Florida para iniciar sesiones con el productor canadiense Scott Storch, su primer colaborador, y vivió en un hotel de Miami en los siguientes meses. Como ella quería concentrarse en el álbum, se tomó su tiempo para evitar la acumulación de presión, muy diferente a las producciones apresuradas de la banda a la que pertenecía.
Como lo hizo en Survivor, Beyoncé tomó un papel más amplio en la producción de Dangerously in Love, coescribiendo la mayoría de las canciones, eligiendo cuáles producir y compartir ideas sobre la mezcla y masterización de las pistas. A pesar de que la cantante quiso no crear beats, subía con melodías e ideas que compartió con los productores. Con 43 canciones completadas — 15 de las cuales llegaron al álbum, la artista es acreditada como coguionista y coproductora, así como productora ejecutiva, en conjunto con su padre, Mathew Knowles.

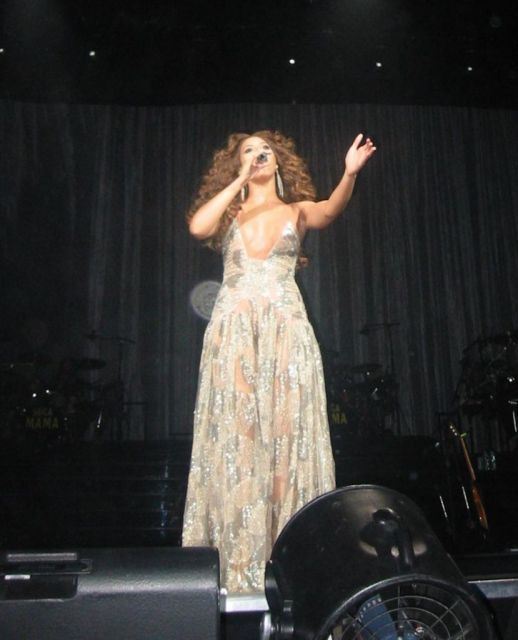
Beyoncé cantando «Dangerously in Love 2», canción original de Destiny's Child.

Beyoncé sintió que la grabación de un álbum sin sus compañeras de grupo fue «liberador y terapéutico», al entrar en el estudio y la libre expresión de sus ideas con sus colaboradores. Como ella quería crecer como artista, contactó a otros artistas con el fin de formar una asociación de colaboración. Cuando el grupo terminó de escribir varias canciones, ella imprimió copias de todas y los envió a los artistas de clientes potenciales. Ella habló con ellos por teléfono para una posible colaboración, con el tiempo obtuvo su aprobación. Además de Jay-Z, ella fue capaz de trabajar con el artista jamaiquino Sean Paul, la rapera estadounidense Missy Elliott, entre otros. Además, también trabajó con Timbaland y Missy Elliott en una pista titulada «Wrapped Around Me» para el álbum. Finalmente, sin embargo, por razones desconocidas, la canción no apareció en el álbum.
Dangerously in Love fue originalmente una canción del mismo título que Beyoncé había escrito para Survivor. La canción fue considerada demasiado sofisticada en comparación con otras canciones de Survivor, y el grupo decidió no lanzarlo como un sencillo del álbum. Después de grabar varias pistas para Dangerously in Love, Beyoncé decidió añadir el tema después de darse cuenta de que se ajusta al tema principal del álbum. Desde la fecha del lanzamiento del álbum fue pospuesto para capitalizar el éxito de «Dilemma», a la artista se le había ofrecido la oportunidad de mejorar aún más el álbum. A pesar de que estaba decepcionada con la mudanza, la cantante se dio cuenta de que «todo sucede por una razón», de aceptar para volver al estudio de grabación para trabajar con otros compositores. Esto le permitió grabar más canciones, incluyendo el primer sencillo del álbum. A finales de 2002, Beyoncé hizo una pausa de trabajo en Dangerously in Love para un viaje de vacaciones con Destiny’s Child. Con unas pocas semanas para la grabación en marzo de 2003 la artista seguía colaborando con otros invitados en el álbum, incluyendo Sean Paul y P. Diddy.

## Composición

### Estilo musical
El padre y mánager de Beyoncé dijo que Dangerously in Love muestra sus raíces musicales. Mientras que Williams y Rowland estaban con góspel y pop alternativo, respectivamente, ella se centró en la grabación de canciones R&B. Las canciones en el álbum son variadas: desde mid-tempo orientada en la primera mitad, y baladas en la segunda mitad. La cantante comentó: «Mi álbum es un buen equilibrio de... baladas y mid-tempos... con el sólo Ridin' -en-su-coche se sienta, a un montón de... canciones up-tempo, canciones muy sexy, con canciones que te hacen sentir emocionante. Es una buena mezcla de diferentes tipos de pistas». Con canciones de alta energía como «Crazy in Love» y «Naughty Girl», sin embargo, el modo de coordinación del álbum es lento y de mal humor. Knowles dijo que ella había escrito un montón de baladas del álbum.
Según la artista, quería ser entendida como una artista y al hacerlo, se mezclan varios géneros e influencias musicales en el álbum. El álbum incorpora influencias de R&B, hip hop, soul y reggae. El álbum tuvo influencias de artistas de hip hop como Jay-Z, Outkast y Lil' Kim, por parte del reggae cita a Sean Paul, y por cortesía de Storch, el álbum explora la música árabe. El estudio personal del álbum se ve influenciado en un ambiente de Medio Oriente. Además, Beyoncé y los productores también utilizan una amplia gama de instrumentaciones.

### Contenido lírico
Cuando «'03 Bonnie & Clyde» fue lanzado como sencillo a finales de 2002, los críticos y el público habían especulado que Beyoncé y Jay-Z tenían una relación común. A pesar de los rumores difundidos, permanecieron en silencio sobre su relación. Según los críticos, el propio título del disco suena «más interesante» con ella cantando canciones personales. Aunque el amor es el tema que Beyoncé había incorporado en el álbum, «la mayor parte del material es lo suficientemente vago como para ser sobre cualquier relación». Sin embargo, hay canciones que sugieren la afirmación de su relación. En la canción «Signs», la artista canta estar enamorada de un sagitario, casualmente es el signo zodiacal de Jay-Z. En respuesta a los persistentes rumores acerca de ellos, Beyoncé afirmó: «La gente puede tener cualquier conclusión que les parezca… Esa es la belleza de la música... Soy una cantante, voy a hablar acerca de cómo escribir canciones y todo lo que quieras. Pero cuando se trata de ciertas cosas personales que cualquier persona normal no le diría a la gente que no conoce, sólo siento que no tengo que [hablar de eso]».
Beyoncé dijo que Dangerously in Love es líricamente similar a los discos de Destiny's Child. Pero debido a que ella solo tenía que escribir para ella, había tenido la oportunidad de componer canciones personalmente más profundas que sus discos anteriores. Con un tema que se basa en las diferentes etapas de una relación romántica, Dangerously in Love contiene canciones que hablan de amor y la honestidad. Además, admitió que hay canciones sobre el amor. El contenido personal del álbum, sin embargo, no atribuye generalmente a experiencias de la cantante, porque el tema recurrente se mantuvo en su mente. La artista explicó más tarde: «Yo quería tener un álbum con el que todo el mundo podía tener alguna relación, y escuchar mientras yo estoy viva y aún después... el amor es algo que nunca pasa de moda es algo que todos experimentamos, y si no están enamorados, la gente por lo general quieren sentirlo…»
Mientras que algunas canciones solo se centran en la «belleza del amor», el álbum también explora el otro lado, como «canciones de ruptura», y canciones que narran el deseo de una mujer de tener un grado de control en una relación. La pista oculta del disco, «Daddy» es un homenaje a su padre y mánager Mathew Knowles, con quien estaba trabajando. Originalmente, la cantante no tenía la intención de incluir la pista en el álbum, después de haber pensado en sus letras la harían parecer inmadura. Sin embargo, teniendo en cuenta que una de las canciones que reflejan la vida de ella en ese momento de transición, colocó a «Daddy», como el tema de cierre.

## Lanzamiento y promoción

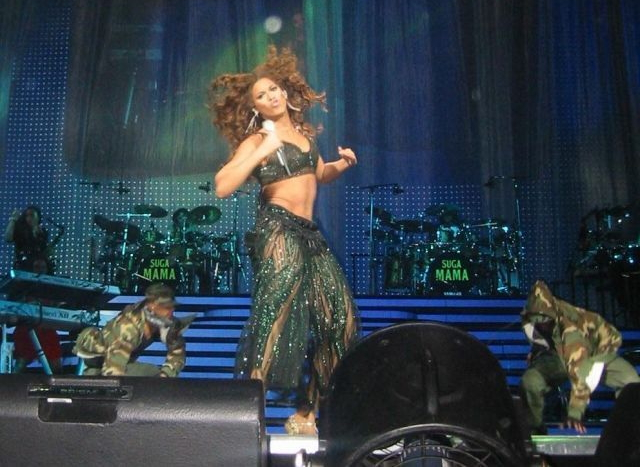
Beyoncé, interpretando «Baby Boy», durante la gira Beyoncé Experience (2007).

Beyoncé dijo que tenía problemas para convencer a los ejecutivos de Columbia Records para lanzar el álbum. La cantante relató que casi no era liberado: «... En 2003, hice mi primer álbum como solista, pero a través de mi sello discográfico, me dijeron que no tenía un hit en mi álbum. Supongo que era un poco justo, tuve cinco»: «Dangerously In Love 2», «Naughty Girl», «Me, Myself and I», «Baby Boy» y «Crazy In Love». Ya que «Dilemma» fue simultáneamente trazando la lista de Billboard Hot 100, se puso en libertad «Work It Out», una de las canciones de la banda sonora de Austin Powers in Goldmember, en lugar de un sencillo de Dangerously in Love para impedir que posiblemente compitiera con el primero.
A partir de la fecha original de lanzamiento en octubre de 2002, el álbum fue empujado a diciembre del mismo año, y hasta mayo del año siguiente. Beyoncé grabó una versión de «In da Club» y cumplió su manera de mixtapes antes de su fecha de lanzamiento inicial. El sencillo no pudo dominar como «dancefloor favorito»; Mathew Knowles, sin embargo, confirmó que se trataba de un «corte de pelo», y no se incluyó en el álbum. Sin embargo, se ganó lo suficiente el airplay y que aparezca en el Billboard Hot R&B/Hip-Hop Singles & Tracks. Mientras que ella estaba terminando el disco, varias de sus canciones se habían filtrado en Internet. En los esfuerzos para prevenir que más pistas del álbum se propagaran de manera ilegal, además de ser una víctima de la piratería, Columbia Records, con altas expectativas comerciales del álbum, sacó al aire Dangerously in Love el 24 de junio de 2003, dos semanas antes del lanzamiento previsto (8 de julio).
Los compradores que pre-ordenaron el álbum en línea recibieron donde podían descargar una canción llamada «I Can t Take No More». La promoción duró hasta el lanzamiento del álbum. El 14 de junio de 2003, Beyoncé estrenó canciones del álbum durante su primer concierto solista y el especial de televisión de pago, «Ford Presents Beyoncé Knowles, Friends & Family, Live From Ford's 100th Anniversary Celebration in Dearborn, Michigan». Por la noche del lanzamiento del álbum, el concierto fue transmitido en más de una veintena de teatros de todo Estados Unidos. Kelly Rowland, Michelle Williams, Tyrese, Solange Knowles y el grupo de chicas Ramiyah también estuvieron en el evento. Además también promovió el álbum mediante la realización de programas de televisión como el programa Saturday Night Live, Late Show with David Letterman, The Today Show, The Early Show y The View.
En abril de 2003, se estaba eligiendo el primer sencillo del álbum, entre dos canciones. Enviado a los clubes, la canción que recibiría la recepción positiva se podía considerar el primer sencillo. Por último, «Crazy in Love» fue lanzado como el primer sencillo del álbum. Con el éxito comercial que incluyó el crossover en mercados de la música, el sencillo pasó ocho semanas consecutivas en el número uno en el Billboard Hot 100. «Baby Boy», segundo sencillo, no recibió mayor éxito que el anterior. Con su dominio sobre airplays de radio y su rendimiento en listas, quedó en el uno del Hot 100 por nueve semanas. «Me, Myself and I» fue lanzado como el tercer sencillo y «Naughty Girl», como cuarto y último, aunque las dos últimas mencionadas solo alcanzaron los cinco primeros en la lista Hot 100, como «Baby Boy », alcanzaron éxitos inmediatos, comercialmente que impulsaron el disco encima de la lista y le ayudó a obtener certificaciones de multi-platino.

## Sencillos
El primer sencillo extraído del álbum fue «Crazy in Love», publicado a mediados de 2003. Fue alabado por la crítica que lo describieron como «delirantemente pegadiza». El sencillo alcanzó el número uno en el Billboard Hot 100 , lista de sencillos más importante de Estados Unidos. Esa misma semana alcanzó el número uno, en la lista Billboard 200. El Airplay sustancial, y más tarde en el comercio minorista, las ganancias de «Crazy in Love» facilitaron a dominar la tabla, posteriormente permaneció ocho semanas consecutivas en el primer lugar del Hot 100, por lo que es el primer sencillo número uno de la artista en esa lista. De acuerdo a Nielsen SoundScan , el tema fue la canción más descargada en los Estados Unidos durante cuatro semanas consecutivas en julio de 2003. También se convirtió en un éxito internacional, alcanzando el primer lugar en Irlanda y el Reino Unido.
«Baby Boy» fue lanzado como el segundo sencillo en agosto de 2003. Tuvo buena recepción crítica, alegando que era una «colaboración de alto perfil», también que «cierra la brecha entre los géneros de R&B y dancehall». En última instancia, llegó a la cima del Hot 100. Alcanzó el primer puesto de la tabla durante ocho semanas después de su debut, y permaneció allí durante nueve semanas consecutivas. Además tuvo buena recepción comercial en el Reino Unido, llegando al segundo lugar en la lista de dicho territorio.
El tercer sencillo «Me, Myself and I» se lanzó en octubre de 2003. Recibió críticas generalmente positiva considerado que suena como una típica balada R&B, con un tema familiar, donde la artista canta con pasión. Alcanzó el top diez en Canadá y Estados Unidos.

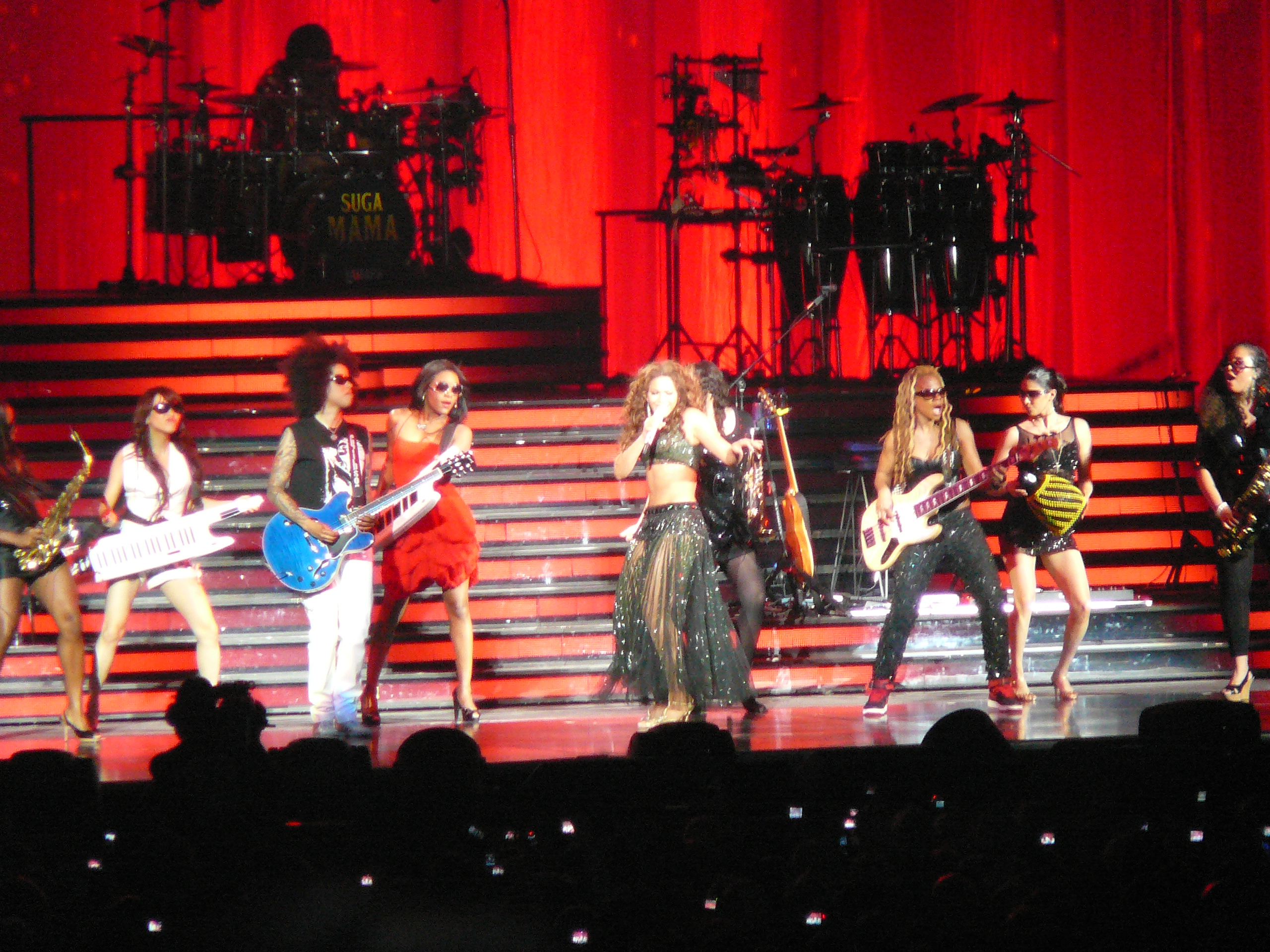
Beyoncé interpretando «Naughty Girl» durante la gira The Beyoncé Experience.

«Naughty Girl» fue el cuarto sencillo del álbum lanzado en marzo de 2004. La canción fue aclamada por la crítica, citando su ambiente sensual y la escritura, para crear esta celebración de malicia sensual, contiene muestras de «Love to Love You Baby» originalmente de Donna Summer, escrita por Summer, Peter Belotte y Giorgio Moroder. A nivel internacional, se convirtió en top diez en Estados Unidos, Australia, Canadá y Nueva Zelanda.

## Recepción

### Crítica
Dangerously in Love recibió críticas generalmente positivas de los críticos de música. En Metacritic, que asigna una calificación normal de 100 a los comentarios de los críticos principales, el álbum recibió una media de puntuación de 64, basado en 16 críticas. Anthony DeCurtis de Rolling Stone considera que presenta a Beyoncé en dos estilos, uno «mucho más halagador» que el otro, y encontró las canciones de baladas en el álbum menos halagador, comentando que la artista tiene «suficiente tiempo para desarrollar el estilo de madurez que tenía [hacer] sentido para ella». Neil Drumming de Entertainment Weekly comentó que el álbum valida a Beyoncé «el gusto por la innovación». Él también vio que la colaboración de varios productores de discos explora nuevos caminos en la música contemporánea, haciendo una reinvención. Como la revisión de DeCurtis, sin embargo, Drumming señaló que «la mayoría de los pasos en falso del disco» están en su última parte. Sal Cinquemani de Slant Magazine escribió que «[Knowles] permite más espacio para experimentar vocalmente como solista , la exploración de los registros más suaves y espumante en la personalidad coqueta que sólo se insinúa en canciones de Destiny's Child como "Bootylicious"». Steve Jones de USA Today dijo, «Knowles tiene éxito al mostrar una mayor profundidad como compositora y la gama más amplia de una cantante». Ben Ratliff de Blender felicitó a Beyoncé y su rendimiento y declaró: «Ella está jugando el cool-hunter pero cubriendo las bases con arreglos seráficos de múltiples voces. Su alcance es extraordinario». Mark Anthony Neal de PopMatters lo llamó un «acto artístico» y escribió que encuentra la Sra. B, en medio de una floración plena condición de mujer y hacer el mejor canto de su carrera».
En una crítica agridulce, Jason King de Vibe dijo que el álbum de vez en cuando «suena desesperado por llegar a todos los grupos demográficos». Kelefa Sanneh, escribiendo para The New York Times, consideró que se perdió las armonías que [Knowles] tenía en las grabaciones de su anterior grupo musical y que es más eficaz «cuando tiene un pelotón detrás de ella». Rob Fitzpatrick de NME lo llamó «una visión cruel de un talento que de vez en cuando arde pero es frustrante y contradictorio». Uncut llama sus baladas «autocompasión/auto-mitológico», mientras que la revista Q declaró: «Ella tiene buenas canciones, pero no hay grandes canciones». La escritora Natalie Nichols de Los Angeles Times expresó que «demuestra la delicadeza vocal [...] Pero, sobre todo en las baladas, [Knowles] a menudo arrastra las cosas con las acrobacias de una diva». Adam Sweeting de The Guardian escribió que «el impulso desesperado de cubrir cada base musical de la pista de baile al soul-balada significa que apenas hay una pista aquí con una identidad distintiva o incluso una melodía». En su guía del consumidor de The Village Voice, Robert Christgau citó: «"Yes" y "Baby Boy", son los aspectos más destacados del álbum», y quippedly comentó, «Dangerously in Love... con su papá, el bono corte revela-como si no supiéramos». Él le dio al álbum una honorable mención de una estrella, que indica un digno esfuerzo de los consumidores en sintonía con «su visión de la estética». En una revisión retrospectiva, el editor de Allmusic, Stephen Thomas Erlewine comentó que «la primera mitad es lo suficientemente bueno para hacer Dangerously in Love uno de las mejores grabaciones R&B Urban publicados en 2003, y hace un caso fuerte de que Beyoncé podría estar mejor de solista en lugar de reunirse con la banda».

### Comercial
Dangerously in Love debutó en el número uno en la lista de Billboard 200 en Estados Unidos, con unas ventas de 317 000 copias de acuerdo con Nielsen SoundScan. A pesar de que las ventas del álbum en la primera semana no lograron igualar la de Survivor, que vendió 663 000 unidades en su debut en 2001, la artista ganó el número más alto entre los discos solistas de las miembros de Destiny's Child en la primera semana: Rowland vendió 77 000 copias para Simply Deep en su semana más fuerte, mientras que Williams ganó 17 mil copias para Heart to yours en su semana más fuerte. El álbum ha sido certificado con cuatro discos de platino tiempo por la Recording Industry Association of America (RIAA). Dangerously in Love permanece aún como el álbum de Beyoncé más vendido hasta la fecha, con las ventas acumuladas de 4,91 millones de copias en los Estados Unidos a partir de enero de 2014.
A nivel internacional, Dangerously in Love ha tenido una recepción comercial similar. El 12 de julio de 2003, la artista se convirtió en la primera artista femenina (y el quinto artista) en tener tanto álbum como sencillo debut, — «Crazy in Love» — así como los álbumes simultáneamente en los Estados Unidos y el Reino Unido, The Beatles, Simon & Garfunkel, Rod Stewart, y Men at Work . En junio de 2011, el álbum ha vendido más de 1 150 000 copias en el Reino Unido, y la British Phonographic Industry (BPI) la certificó con tres discos de platino. Dangerously in Love es el décimo quinto álbum más vendido de 2003, en el Reino y es su segundo álbum más vendido en Reino Unido, con cerca de 1,2 millones de unidades.
En Australia, alcanzó el número dos, el álbum fue certificado triple platino por la ARIA con ventas de 210 000 copias. En 2003, Dangerously in Love fue el quincuagésimo primer álbum más vendido en Australia, y el septuagésimo cuarto del año siguiente. Hasta la fecha, el álbum ha vendido más de 11 millones de copias en todo el mundo.

### Reconocimientos
Dangerously in Love y sus sencillos ganaron numerosos premios. En 2003, «Crazy in Love» ganó sus tres premios en los MTV Video Music Awards, incluyendo mejor vídeo femenino y mejor vídeo R&B. En ese mismo año, fue reconocida con el premio de Nueva Artista Femenina y Nueva artista R&B, entre los cuatro premios que ganó durante los Billboard Music Awards. Al año siguiente, ganó en las categorías de mejor álbum R&B contemporáneo, mejor canción R&B, mejor colaboración de rap/cantada por «Crazy in Love», mejor interpretación vocal de R&B de un dúo o grupo para «The Closer I Get to You» con Luther Vandross y mejor interpretación vocal R&B femenina para «Dangerously in Love 2» en los Premios Grammy 2004.
La revista Entertainment Weekly, celebró las 1000 mejores películas, series de TV, shows, álbumes, libros, entre otros. El álbum fue diecinueve entre los 100 mejores álbumes de los últimos 25 años. El álbum está en el puesto número 183 de los 200 álbumes que le dieron forma el rock and roll de acuerdo con el Salón de la Fama del Rock and Roll. En 2009, la revista británica NME votó al sencillo «Crazy in Love» como la mejor canción de la década. La canción también se clasificó en el número tres de las 100 mejores canciones de la década de la revista Rolling Stone.

## Legado
Con el lanzamiento de Dangerously in Love y el éxito comercial combinado de sus sencillos, Beyoncé se había establecido como una solista viable. Rebecca Louie del New York Daily News escribió que el éxito de Dangerously in Love trajo a la cantante en una «estrella en solitario bochornosa» que «floreció a partir de un grupo femenino», en referencia a Destiny’s Child. Beyoncé ganó cinco Premios Grammy en los premios de 2004, empatando con Alicia Keys, Norah Jones y Lauryn Hill por la mayoría de Grammys ganados por un artista femenina en una noche. El álbum facilitó también que se convertiera en uno de los artistas negociables en la industria. Ella apareció en la portada de numerosas revistas, dio entrevistas en medios, para promociones, y ha firmado lucrativos acuerdos comerciales. La artista firmó con el conglomerado de bebidas gaseosas PepsiCo, en 2003, y apareció en varios comerciales de televisión para sus productos.
La producción creativa de las sesiones para Dangerously in Love dejó varias pistas listas para otro álbum prensado. A finales de 2003, Beyoncé planeó lanzar un álbum de seguimiento, que abarcaría canciones sobrantes de Dangerously in Love. La decisión fue motivada cuando «Summertime», colaboración con P. Diddy, un tema sobrante del álbum, fue enviado a las estaciones de radio y había recibido una respuesta favorable.
Mientras tanto, el éxito del álbum incitó al público a inferir que iba a pasar con Beyoncé y su grupo al igual que el cantante Justin Timberlake con 'N Sync, después de probar el éxito como solistas. Sin embargo, ella dijo que sus proyectos secundarios fueron solo un «breve desvío en el monstruo que se ha convertido Destiny's Child». Como el tiempo no permitió, aspiraciones musicales de Beyoncé, se pusieron en pausa para que se concentrara en el Super Bowl en donde estaba programada para interpretar el himno nacional de los Estados Unidos, y la grabación del cuarto álbum de Destiny's Child, Destiny Fulfilled, el grupo finalmente se disolvió en 2005.
Después de la disolución formal del grupo, la cantante grabó y lanzó su segundo álbum, B'Day, el 4 de septiembre de 2006. El álbum le dio su segundo número uno en los Estados Unidos, y sus ventas en la semana debut superó al de Dangerously in Love, al haber vendido 541 000 unidades. A pesar de la media comercial y su desempeño, ninguno de los dos primeros sencillos del álbum fue uno en el Billboard Hot 100. su «debut guapo» fue señalado por Keith Caulfield de Billboard como haber generado por la «buena voluntad obtenidos por la prestación de [Knowles] y aplastar primer álbum Dangerously in Love».

## Lista de canciones
| N.º | Título                                                | Escritor(es)                                                                                       | Productor(es)                            | Duración |  |
| 1.  | «Crazy in Love» (con Jay-Z)                           | Beyoncé Knowles, Rich Harrison, Shawn Carter, Eugene Record                                        | Harrison, Knowles                        | 3:56     |  |
| 2.  | «Naughty Girl»                                        | Knowles, Scott Storch, Robert Waller, Angela Beyincé, Pete Bellotte, Giorgio Moroder, Donna Summer | Storch, Knowles                          | 3:29     |  |
| 3.  | «Baby Boy» (con Sean Paul)                            | Knowles, Storch, Sean Paul Henriques, Waller, Carter                                               | Storch, Knowles                          | 4:05     |  |
| 4.  | «Hip Hop Star» (con Big Boi y Sleepy Brown)           | Knowles, Bryce Wilson, Makeda Davis, Antwan Patton, Carter                                         | Knowles, Wilson                          | 3:43     |  |
| 5.  | «Be with You»                                         | Knowles, Harrison, Beyincé, Shuggie Otis, George Clinton, Jr., William Collins, Gary Cooper        | Harrison, Knowles                        | 4:20     |  |
| 6.  | «Me, Myself and I»                                    | Knowles, Storch, Waller                                                                            | Storch, Knowles                          | 5:01     |  |
| 7.  | «Yes»                                                 | Knowles, Bernard Edwards, Jr., Carter                                                              | Knowles, Focus...                        | 4:19     |  |
| 8.  | «Signs» (con Missy Elliott)                           | Missy Elliott, Nisan Stewart, Craig Brockman                                                       | Elliott, Brockman*, Stewart*             | 4:58     |  |
| 9.  | «Speechless»                                          | Knowles, Andreao Heard, Sherrod Barnes, Beyincé                                                    | Knowles, Andreao "Fanatic" Heard, Barnes | 6:00     |  |
| 10. | «That's How You Like It» (con Jay-Z)                  | Delroy "D-Roy" Andrews, Brian Bridgeman, Carter, Randy DeBarge, Eldra DeBarge, Etterlene Jordan    | D-Roy, Mr. B, Knowles                    | 3:39     |  |
| 11. | «The Closer I Get to You» (dueto con Luther Vandross) | James Mtume, Reggie Lucas                                                                          | Nat Adderley, Jr.                        | 4:58     |  |
| 12. | «Dangerously in Love 2»                               | Knowles, Errol McCalla, Jr.                                                                        | Knowles, Errol "Poppi" McCalla, Jr.      | 4:53     |  |
| 13. | «Beyoncé Interlude»                                   | Knowles                                                                                            | Knowles                                  | 0:16     |  |
| 14. | «Gift from Virgo»                                     | Knowles, Otis                                                                                      | Knowles                                  | 2:45     |  |
| 15. | «Daddy»                                               | Knowles, Mark Batson                                                                               | Knowles, Batson                          | 4:57     |  |

| Edición europea, latinoamericana y australiana |                                          |                                                                                   |                 |          |  |
| N.º                                            | Título                                   | Escritor(es)                                                                      | Producer(s)     | Duración |  |
| 15.                                            | «Work It Out»                            | Knowles, Pharrell Williams, Chad Hugo                                             | The Neptunes    | 4:06     |  |
| 16.                                            | «'03 Bonnie & Clyde» (Jay-Z con Beyoncé) | Carter, Kanye West, Prince, Darryl Harper, Rick Rouse, Tupac Shakur, Tyrone Wrice | West            | 3:25     |  |
| 17.                                            | «Daddy» (hidden track)                   | Knowles, Batson                                                                   | Knowles, Batson | 4:57     |  |

| Edición belga y francesa |                                          |                                                    |                 |          |  |
| N.º                      | Título                                   | Escritor(es)                                       | Producer(s)     | Duración |  |
| 13.                      | «Gift from Virgo»                        | Knowles, Otis                                      | Knowles         | 2:45     |  |
| 14.                      | «Bienvenue» (IAM featuring Beyoncé)      | Akhenaton, Shurik'n, Deni Hines                    | IAM             | 4:05     |  |
| 15.                      | «Beyoncé Interlude»                      | Knowles                                            | Knowles         | 0:16     |  |
| 16.                      | «Work It Out»                            | Knowles, Williams, Hugo                            | The Neptunes    | 4:06     |  |
| 17.                      | «Bonnie & Clyde '03» (Jay-Z con Beyoncé) | Carter, West, Prince, Harper, Rouse, Shakur, Wrice | West            | 3:25     |  |
| 18.                      | «Daddy» (hidden track)                   | Knowles, Batson                                    | Knowles, Batson | 4:57     |  |

| Edición japonesa |                                          |                                                                                                |                      |          |  |
| N.º              | Título                                   | Escritor(es)                                                                                   | Producer(s)          | Duración |  |
| 15.              | «What's It Gonna Be»                     | Knowles, LaShaun Owens, Karrim Mack, Corte Ellis, Larry Troutman, Roger Troutman, Kandice Love | Knowles, Soul Diggaz | 3:37     |  |
| 16.              | «'03 Bonnie & Clyde» (Jay-Z con Beyoncé) | Carter, West, Prince, Harper, Rouse, Shakur, Wrice                                             | West                 | 3:25     |  |
| 17.              | «Work It Out»                            | Knowles, Williams, Hugo                                                                        | The Neptunes         | 4:06     |  |
| 18.              | «Daddy» (hidden track)                   | Knowles, Batson                                                                                | Knowles, Batson      | 4:57     |  |

*Coproductor
Notas
- «Crazy in Love» con muestras de «Are You My Woman (Tell Me So)» (1970) por Chi-Lites
- «Naughty Girl» contiene interpolaciones de «Love to Love You Baby» (1975) por Donna Summer
- «Baby Boy» contiene interpolaciones de «Hot Stepper» (1990) de Ini Kamoze
- «Be with You» con muestras de «Ain't Nothing I Can Do» (1979) de Tyrone Davis and contiene interpolaciones de «I'd Rather Be with You» (1976) de Bootsy's Rubber Band y «Strawberry Letter 23» (1977) de Brothers Johnson
- «That's How You Like It» contiene interpolaciones de «I Like It» (1982) de DeBarge
- «Gift from Virgo» es muestra de «Rainy Day» (1974) de Shuggie Otis
- «'03 Bonnie & Clyde» contiene interpolaciones de «If I Was Your Girlfriend» (1987) de Prince y muestras de «Me and My Girlfriend» (1996) de 2Pac
- «What's It Gonna Be» es muestra de «Do It Roger» (1981) de Roger Troutman

## Créditos

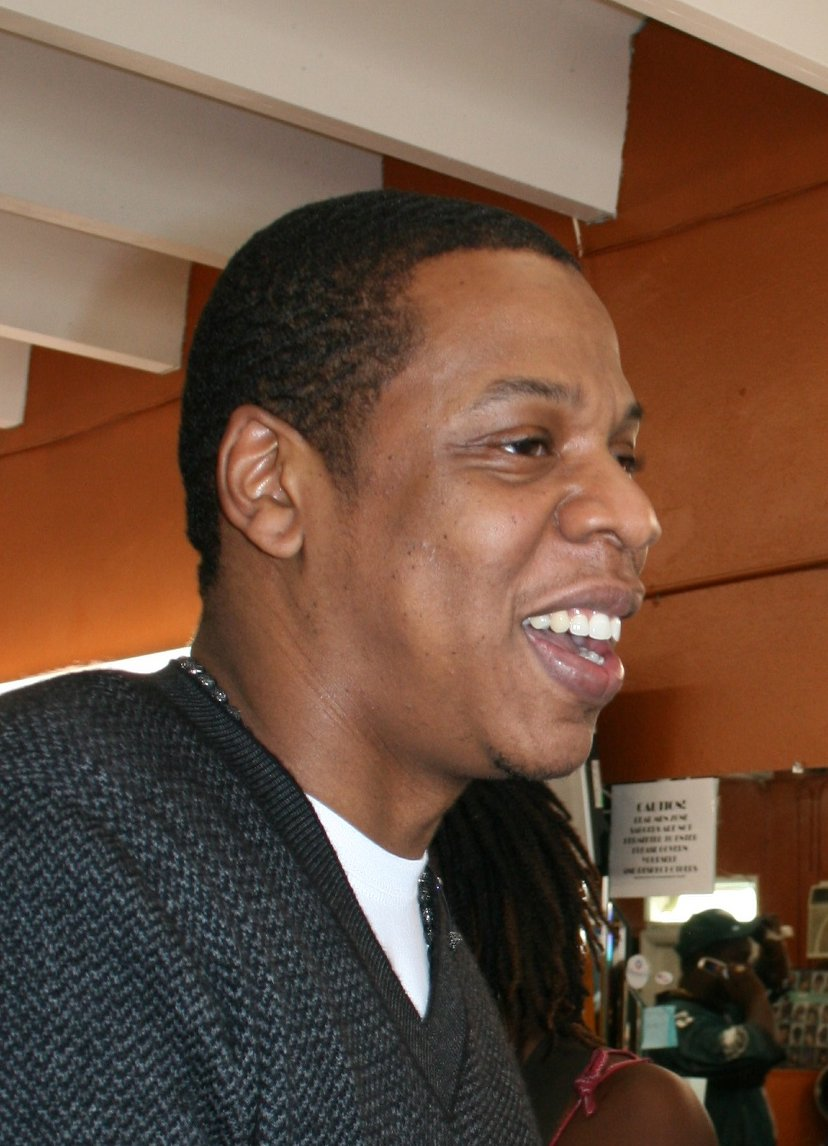
Jay-Z, colaboró con el sencillo «Crazy in Love»

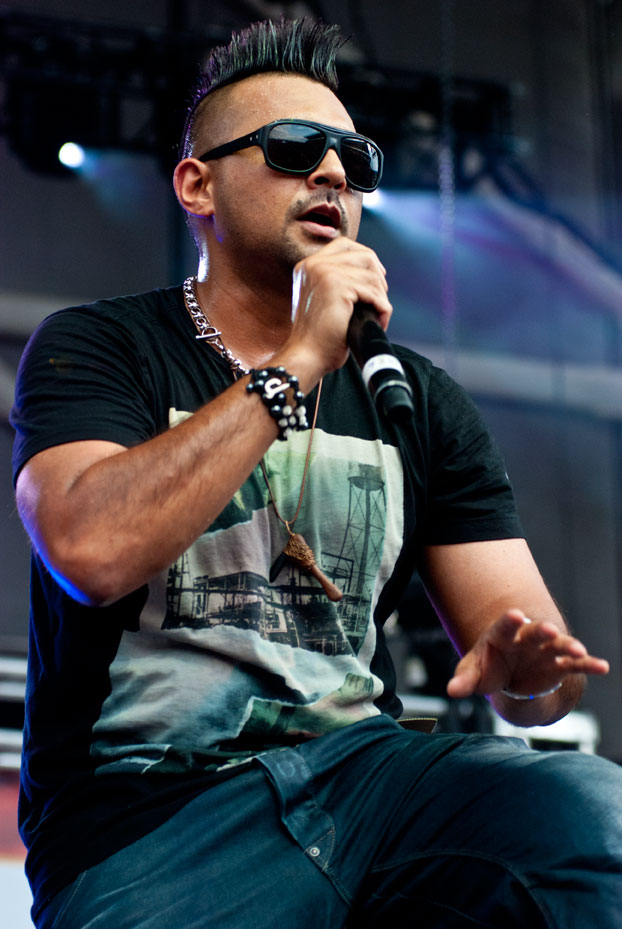
Sean Paul, colaboró con el sencillo «Baby Boy»

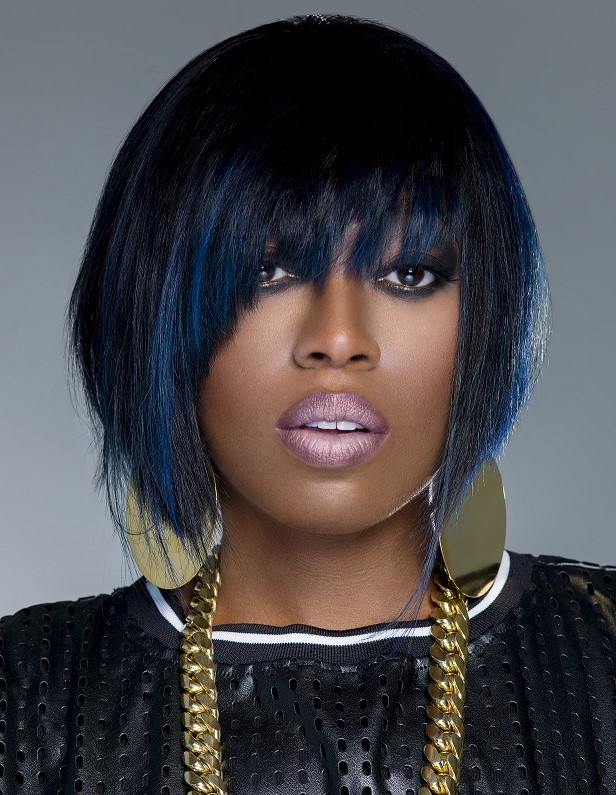
Missy Elliott, colaboró en «Signs» y es acreditada como productora

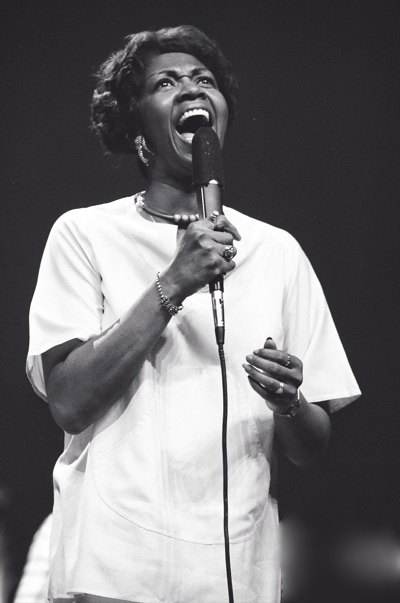
Cissy Houston, participó como corista en «Dangerously in Love 2»

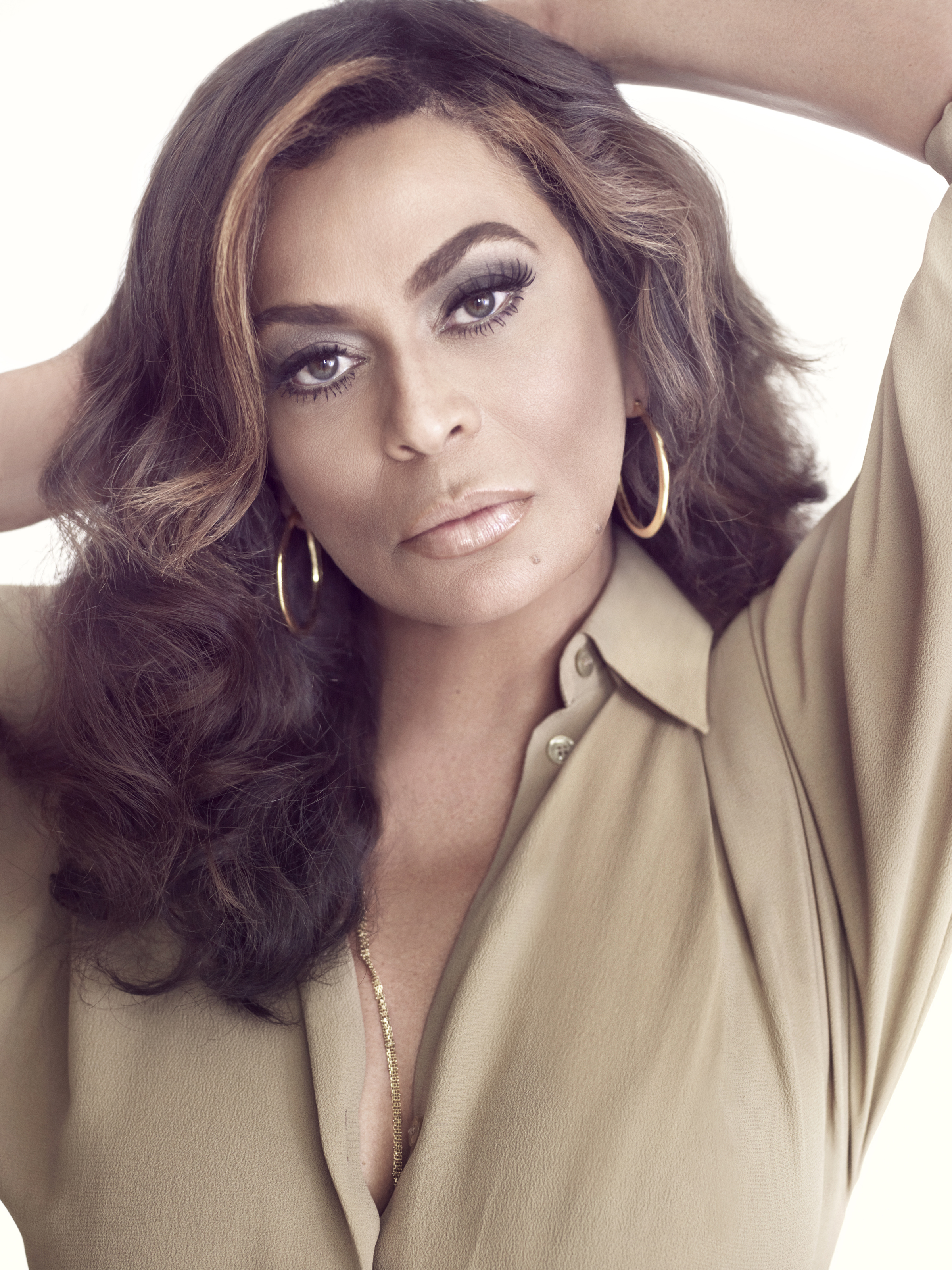
Tina Knowles, acreditada como estilista

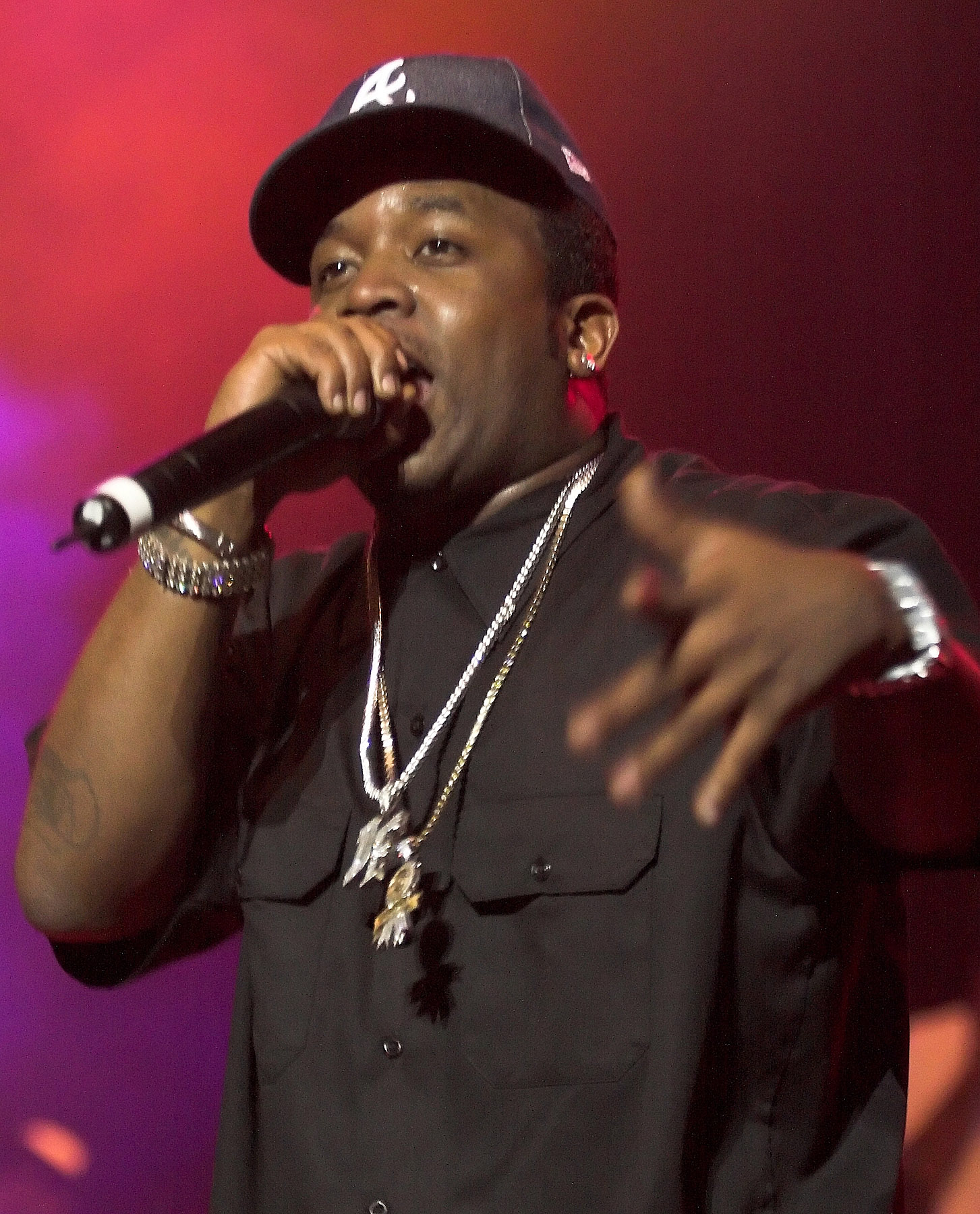
Big Boi, productor vocal adicional y colaborador.

- Beyoncé — Artista principal, productora, productor ejecutiva, productora vocal, compositora.
- Nat Adderley, Jr. — productor, arreglista, piano eléctrico, arreglos de cuerdas
- Tawatha Agee — coros
- Vincent Alexander — ingeniero
- Sanford Allen — concertino
- Chuckie Amos — estilista
- Skip Anderson — arreglista, programación, teclados adicionales
- Ray Bardani — ingeniero de cadena, mezcla
- Sherrod Barnes — productor
- Marcos Batson — productor, arreglista, instrumentación, conductor
- Carlos Bedoya — ingeniero, ingeniero vocal
- Big Boi — rapero, producción vocal adicional
- Kevin Bird — estilista prop
- Craig Brockman — coproductor
- John "Jab" Broussard — guitarra adicional
- Al Brown — contratista de cadena
- Dan Bucchi — asistente técnico de sonido
- Chris Carmouche — ingeniero adicional
- Jim Caruana — ingeniero
- Demacio "Demo" Castellon — asistente técnico de sonido
- Tom Coyne — masterización
- Ian Cuttler — director de arte
- Dahlen — fotografía
- Jason Dale — asistente técnico de sonido
- Makeda Davis — Coros
- Delroy "D-Roy" Andrews — productor
- Missy Elliott — rapera, productora
- Focus... — productor, ingeniero, instrumentación
- Gurú — ingeniero
- Phil Hamilton — guitarra
- Ivan Hampden — batería
- Rich Harrison — productor, instrumentación
- Andreão "Fanatic" Heard — productor
- Cissy Houston — Coros
- James Hunter - artista gráfico
- Jay-Z — rapero
- Bashiri Johnson — percusión
- Scott Kieklak — mezcla
- Mathew Knowles — productor ejecutivo
- Tina Knowles — estilista
- Brendan Kurtz — asistente técnico de sonido
- Tony Maserati — mixing
- Errol "Poppi" McCalla, Jr. – productor
- Byron Miller — bajo eléctrico
- Mr. B — productor
- Sean Paul — voz
- Greg Price — ingeniero asistente
- Mally Roncal — maquillaje
- Dexter Simmons — mezcla
- Sleepy Brown — voz
- Matt Snedecor — asistente técnico de sonido
- Brian Springer — ingeniero
- Nisan Stewart — coproductor
- Scott Storch — productor
- Candace Thomas — coros
- Pat Thrall — ingeniero
- Luther Vandross — voz, arreglo vocal
- Luz Vásquez — asistente técnico de sonido
- Stan Wallace — ingeniero
- Brenda White King — coros
- Theresa LaBarbera Whites — A&R
- Bryce Wilson — productor
- Pat Woodward — asistente técnico de sonido
- Dan Workman - guitarra, ingeniero

## Posicionamiento en listas

### Semanales
| País (2003-04)                            | Posición más alta |
| ----------------------------------------- | ----------------- |
| Alemania (German Albums Chart)            | 1                 |
| Australia (Australian Albums Chart)       | 2                 |
| Austria (Austrian Albums Chart)           | 3                 |
| Bélgica — Flandes (Belgian Albums Chart)  | 3                 |
| Bélgica francófona (Belgian Albums Chart) | 13                |
| Canadá (Canadian Albums Chart)            | 1                 |
| Dinamarca (Danish Albums Chart)           | 5                 |
| Estados Unidos (Billboard 200)            | 1                 |
| Estados Unidos (Top R&B/Hip-Hop Albums)   | 1                 |
| Europa (European Top 100 Albums)          | 1                 |
| Finlandia (Finnish Albums Chart)          | 6                 |
| Francia (French Albums Chart)             | 14                |
| Grecia (Greek Albums Chart)               | 1                 |
| Hungría (Hungarian Albums Chart)          | 18                |
| Irlanda (Irish Albums Chart)              | 1                 |
| Italia (Italian Albums Chart)             | 16                |
| Japón (Japanese Albums Chart)             | 12                |
| Nueva Zelanda (New Zealand Albums Chart)  | 8                 |
| Noruega (Norwegian Albums Chart)          | 1                 |
| Países Bajos (Dutch Albums Chart)         | 4                 |
| Polonia (Polish Albums Chart)             | 18                |
| Portugal (Portuguese Albums Chart)        | 16                |
| Reino Unido (UK Albums Chart)             | 1                 |
| Suecia (Swedish Albums Chart)             | 11                |
| Suiza (Swiss Albums Chart)                | 2                 |

| Lista (2003)                             | Posición |
| ---------------------------------------- | -------- |
| Australia (ARIA Album Chart)             | 51       |
| Australia (ARIA Urban Albums Chart)      | 7        |
| Bélgica — Flandes (Belgian Albums Chart) | 39       |
| Finlandia (Finnish Albums Chart)         | 38       |
| Francia (French Albums Chart)            | 73       |
| Hungría (Hungarian Albums Chart)         | 87       |
| Irlanda (Irish Albums Chart)             | 10       |
| Mundo                                    | 5        |
| Nueva Zelanda (New Zealand Albums Chart) | 36       |
| Países Bajos (Dutch Albums Chart)        | 31       |
| Reino Unido (UK Albums Chart)            | 15       |
| Suecia (Swedish Albums Chart)            | 66       |
| Suiza (Swiss Albums Chart)               | 13       |
| Lista (2004)                             | Posición |
| Australia (ARIA Albums Chart)            | 74       |
| Australia (ARIA Albums Urban Chart)      | 9        |
| Bélgica — Flandes (Belgian Albums Chart) | 78       |
| Estados Unidos (Billboard 200)           | 29       |
| Estados Unidos (Top R&B/Hip-Hop Albums)  | 12       |
| Francia (French Albums Chart)            | 128      |
| Países Bajos (Dutch Albums Chart)        | 79       |
| Lista (2005)                             | Posición |
| Estados Unidos (Billboard 200)           | 195      |
| Estados Unidos (Top R&B/Hip-Hop Albums)  | 98       |

| Lista (2000–09)                        | Posición |
| -------------------------------------- | -------- |
| Estados Unidos (Billboard 200)         | 59       |
| Estados UnidosTop (R&B/Hip-Hop Albums) | 67       |

| País           | Certificaciones |
| -------------- | --------------- |
| Alemania       | Platino         |
| Argentina      | Oro             |
| Australia      | 3× Platino      |
| Austria        | Oro             |
| Bélgica        | Oro             |
| Canadá         | Platino         |
| España         | Oro             |
| Estados Unidos | 4× Platino      |
| Europa         | Platino         |
| Francia        | 2× Oro          |
| Grecia         | Oro             |
| Hong Kong      | Oro             |
| Japón          | Oro             |
| Nueva Zelanda  | Platino         |
| Noruega        | Oro             |
| Holanda        | Oro             |
| Reino Unido    | 3× Platino      |
| Rusia          | Platino         |
| Suecia         | Oro             |
| Suiza          | Platino         |

### Posición de sencillos
| Canción                                         | Año  | Posición más alta en las listas | Posición más alta en las listas | Posición más alta en las listas | Posición más alta en las listas | Posición más alta en las listas | Posición más alta en las listas | Posición más alta en las listas | Posición más alta en las listas | Posición más alta en las listas | Posición más alta en las listas | Certificaciones |
| Canción                                         | Año  | EUA                             | EUA2                            | AUS                             | CAN                             | ALE                             | IRL                             | HOL                             | NZ                              | SUI                             | RU                              | Certificaciones |
| ----------------------------------------------- | ---- | ------------------------------- | ------------------------------- | ------------------------------- | ------------------------------- | ------------------------------- | ------------------------------- | ------------------------------- | ------------------------------- | ------------------------------- | ------------------------------- | --------------- |
| «Crazy in Love» (con Jay Z)                     | 2003 | 1                               | 1                               | 2                               | 2                               | 6                               | 1                               | 2                               | 2                               | 3                               | 1                               | Oro Platino Oro |
| «Baby Boy» (con Sean Paul)                      | 2003 | 1                               | 1                               | 3                               | 2                               | 4                               | 6                               | 8                               | 2                               | 5                               | 2                               | Oro Platino     |
| «Me, Myself and I»                              | 2003 | 4                               | 2                               | 11                              | 7                               | 31                              | 21                              | 14                              | 18                              | 41                              | 11                              |                 |
| «Naughty Girl»                                  | 2004 | 3                               | 8                               | 9                               | 2                               | 16                              | 14                              | 10                              | 6                               | 18                              | 10                              | Oro             |
| «The Closer I Get to You» (con Luther Vandross) | 2004 | —                               | 62                              | —                               | —                               | —                               | —                               | —                               | —                               | —                               | —                               |                 |

## Premios
| Ceremonia de premios             | Año                         | Trabajo nominado                  | Categoría                                 | Resultado |
| -------------------------------- | --------------------------- | --------------------------------- | ----------------------------------------- | --------- |
| BET Awards                       | 2004                        | «Crazy in Love» (con Jay-Z)       | Best Female R&B Artist                    | Ganador   |
| BET Awards                       | 2004                        | «Crazy in Love» (con Jay-Z)       | Mejor colaboración                        |           |
| BRIT Awards                      | 2004                        | Dangerously in Love               | Mejor solista internacional femenina      |           |
| Premios Grammy                   |                             |                                   |                                           |           |
| 2004                             | «Crazy in Love» (con Jay-Z) | Grabación del año                 | Nominada                                  |           |
| 2004                             | «Crazy in Love» (con Jay-Z) | Mejor canción R&B                 | Ganador                                   |           |
| 2004                             | «Crazy in Love» (con Jay-Z) | Mejor colaboración de rap/cantada |                                           |           |
| 2004                             | «Dangerously in Love 2»     | Mejor actuación R&B femenina      |                                           |           |
| 2004                             | Dangerously in Love         | Mejor álbum R&B contemporáneo     |                                           |           |
| 2004                             | «The Closer I Get to You»   | Mejor actuación R&B por un dúo    |                                           |           |
| International Dance Music Awards | 2003                        | «Crazy in Love» (con Jay-Z)       | Mejor pista R&B/Dance                     |           |
| MTV Music Video Awards           | 2003                        | «Crazy in Love» (con Jay-Z)       | Video Music Awards a mejor vídeo femenino |           |
| MTV Music Video Awards           | 2003                        | «Crazy in Love» (con Jay-Z)       | Video Music Awards a mejor vídeo R&B      |           |
| MTV Music Video Awards           | 2003                        | «Crazy in Love» (con Jay-Z)       | Video Music Awards a mejor coreografía    |           |
| MTV Music Video Awards           | 2004                        | «Naughty Girl»                    | Video Music Awards a mejor vídeo femenino |           |
| MTV Europe Music Awards          | 2003                        | «Crazy in Love» (con Jay-Z)       | Europe Music Awards a mejor canción R&B   |           |
| MTV Europe Music Awards          | 2003                        | «Crazy in Love» (con Jay-Z)       | Europe Music Awards a la canción del año  |           |
| MTV Video Music Awards Japan     | 2004                        | «Crazy in Love» (con Jay-Z)       | Mejor colaboración                        |           |
| POP Music Awards                 | 2003                        | «03 Bonnie & Clyde» (con Jay-Z)   | Mejor performance                         |           |
| POP Music Awards                 | 2003                        | «Crazy in Love» (con Jay-Z)       | Mejor performance                         |           |
| POP Music Awards                 | 2005                        | «Baby Boy» (con Sean Paul)        | Mejor performance                         |           |
| POP Music Awards                 | 2005                        | «Me, Myself and I»                | Mejor performance                         |           |
| POP Music Awards                 | 2005                        | «Naughty Girl»                    | Mejor performance                         |           |
| POP Music Awards                 | 2005                        | «Naughty Girl»                    | Composición del año                       |           |
| New Musical Express, UK (NME)    | 2003                        | «Crazy in Love» (con Jay-Z)       | NME Rocklist (End-of-Year Review)         |           |
| New Musical Express, UK (NME)    | 2003                        | «Crazy in Love» (con Jay-Z)       | NME Record of the Year (sencillos)        |           |
| Nickelodeon Kids' Choice Awards  | 2004                        | «Crazy in Love» (con Jay-Z)       | Artista femenina favorita                 |           |
| Soul Train Music Awards, USA     | 2004                        | Dangerously in Love               | Mejor álbum R&B/Soul                      |           |
| Vibe Awards, USA                 | 2003                        | «Crazy in Love» (con Jay-Z)       | Colaboración más fresca                   |           |

## Historial de lanzamientos
| País           | Fecha                 | Formato | Discográfica        | Ref.    |
| -------------- | --------------------- | ------- | ------------------- | ------- |
| Estados Unidos | 22 de junio de 2003   | CD      | Columbia Records    | [ 153 ] |
| Canadá         | 22 de junio de 2003   | CD      | Columbia Records    | [ 154 ] |
| Suiza          | 22 de junio de 2003   | CD      | Columbia Records    | [ 155 ] |
| Suiza          | 15 de febrero de 2013 | CD      | SevenOne            | [ 156 ] |
| Alemania       | 14 de julio de 2003   | CD      | Columbia Records    | [ 155 ] |
| Alemania       | 15 de febrero de 2013 | CD      | SevenOne            | [ 156 ] |
| Europa         | 24 de junio de 2003   | CD      | Columbia Records    | [ 157 ] |
| Francia        | 24 de junio de 2003   | CD      | Columbia Records    | [ 158 ] |
| Australia      | 24 de junio de 2003   | CD      | Sony (Australia)    | [ 159 ] |
| Australia      | 15 de febrero de 2013 | CD      | SevenOne            | [ 156 ] |
| Japón          | 25 de junio de 2003   | CD      | Sony Records Int'l. | [ 160 ] |
| Hong Kong      | 7 de julio de 2003    | CD      | Music World Music   | [ 161 ] |